# DJ Plague
DJ Plague (rodno ime Ian Wright) je kanadski hardcore i speedcore producent te je suosnivač najveće kanadske speedcore izdavačke kuće Canadian Speedcore Resistance (CSR). Kao rekvizit najčešće koristi trorupu fantomku.
Rođen je u Torontu gdje je počeo DJ-ati kako bi javnosti pokazao kako tamo u Kanadi postoji nešto više od hardcorea koji se u to vrijeme mogao slušati. Kao suosnivač THR-a (Toronto Hardcore Resistancea) pokušao je promicati hardcore u Torontu, pa je poslije promjene u brži stil suosnovao CSR s producentom Interrupt Vectorom.
Potičen stvaranjem Speedcore.ca i zabavama speedcore producenta Terrorist Krissa iz Montréala, speedcore scena je počela rasti u Kanadi. Stvaranjem prve speedcore izdavačke kuće u Kanadi i stvaranjem prvog DVD-a usmjerenog na speedcore: Sleeper Cell, CSR je nastavio rasti dok je DJ Plague svirao u Italiji i Švicarskoj 2003. godine.
To je iduće godine uslijedilo drugom europskom turnejom, ovaj put u trajanju od 2 mjeseca i nastupima u Nizozemskoj, Njemačkoj, Švicarskoj i Francuskoj. U jednom od tih nastupa snimljen je prvi CSR-ov video nastup uživo na Hellraiseru u Nizozemskoj.
Sada kada CSR raste sve više i brže nego ikada prije, on se usredotočuje na Speedcore Worldwide. Producirajući nove radove Hardcore Worldwide DVD serija, i s mnogo više CSR objavljenih izdanja, DJ Plague je otvorio web stranicu speedcoreworldwide.com s naporom kako bi stvorio udruženu svjetsku speedcore zajednicu.